# Petru Pavel Aron

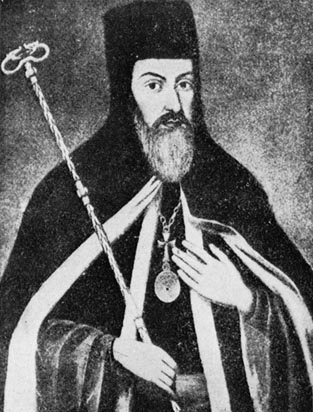
Bischof Petru Pavel Aron

Petru Pavel Aron OSBM (* 1709 oder März 1712 in Bistra, Großfürstentum Siebenbürgen; † 9. März 1764 in Baia Mare) war ein Ordenspriester und der Bischof von Făgăraș in der rumänischen griechisch-katholischen Kirche.

## Leben
Petru Pavel Aron, der Sohn eines Priesters, ging 1730 zum Philosophiestudium an das Jesuiten-Colleg in Klausenburg. Bischof Inocențiu Micu-Klein schickte ihn 1738 zum Studium der Theologie nach Rom. 1742 nach Ablegung der Ordensgelübde empfing er am 4. August 1743 die Priesterweihe.
Nach dem Rücktritt von Bischof Micu-Klein am 7. Mai 1751 wurde er am 4. November 1751 zum Nachfolger gewählt. Kaiserin Maria Theresia ernannte ihn am 28. Februar 1752 zum Bischof von Făgăraș, am 6. Juli 1752 bestätigte Papst Benedikt XIV. diese Ernennung. Konsekriert wurde er am 1. September 1752.
Bischof Petru Pavel Aron gründete und organisierte Schulen, führte junge Männer zum Priesterberuf, ermöglichte Ordensgeistlichen verbesserte Ausbildung und Studium im Ausland, besonders in Rom. 
Er verstarb am 9. März 1764 und wurde in Blaj beigesetzt.